# Lorimer Johnston
Pour les articles homonymes, voir Johnston.
Lorimer Johnston est un réalisateur, acteur et scénariste américain, né le 2 novembre 1858 à Maysville (Kentucky) et décédé le 20 février 1941 à Hollywood (Californie), des suites d'une longue maladie.
Il fut l'époux de l'actrice Caroline Frances Cooke, jusqu'à sa mort en 1941.

## Filmographie

### comme réalisateur
- 1913 : Vengeance
- 1913 : Jack Meets His Waterloo
- 1913 : The Adventures of Jacques
- 1913 : Hidden Treasure Ranch
- 1916 : Life's Harmony (coréalisateur : Frank Borzage)
- 1923 : The Cricket on the Hearth

### Comme acteur
- 1925 : À la dérive (The Top of the World) de James Kirkwood Sr.
- 1925 : L'Avalanche (Enticement) de George Archainbaud

### comme scénariste
- 1913 : The Adventures of Jacques
- 1913 : For the Flag
- 1913 : For the Crown
- 1913 : In the Days of Trajan
- 1914 : At the Potter's Wheel (en) (+ histoire)
- 1914 : The Cricket on the Hearth
- 1914 : The Coming of the Padres (en)
- 1914 : The Last Supper
- 1914 : Samson
- 1914 : The Navy Aviator (en) (+ histoire)
- 1914 : The Envoy Extraordinary (+ histoire)
- 1916 : Life's Harmony